# Floribundaria glabrata
Floribundaria glabrata là một loài Rêu trong họ Meteoriaceae. Loài này được Broth. miêu tả khoa học đầu tiên năm 1928.